# Nati nel 1910/Settembre
| Questa pagina contiene informazioni ricavate automaticamente dalle voci biografiche con l'ausilio del template Bio e di un bot. L'aggiornamento è periodico e automatico e ricostruisce completamente la pagina. Se manca una persona in questa lista, sei pregato di non aggiungerla, ma accertati piuttosto che la sua voce biografica contenga il template Bio e che i dati anagrafici siano correttamente compilati. Se il template Bio manca, inseriscilo tu stesso o, in alternativa, metti l'avviso {{tmp\|Bio}} che ne segnala la mancanza. Se i dati riportati sono sbagliati, correggi direttamente la voce biografica; le modifiche saranno visibili in questa lista entro pochi giorni. Per chiarimenti vedi il progetto biografie. La lista contiene solo le 142 persone che sono citate nell'enciclopedia e per le quali è stato implementato correttamente il template Bio. Pagina aggiornata al 2 ago 2025. |

- 1º settembre - Pierre Bézier, ingegnere e matematico francese († 1999)
- 1º settembre - Edda Ciano, italiana († 1995)
- 1º settembre - Paul Nguyễn Văn Bình, arcivescovo cattolico vietnamita († 1995)
- 1º settembre - Hilda Strike, velocista canadese († 1989)
- 2 settembre - Ēriks Bēze, calciatore lettone († 1980)
- 2 settembre - Henri Bierna, calciatore belga († 1944)
- 2 settembre - Donald Watson, attivista britannico († 2005)
- 2 settembre - Gustav Willhaus, militare tedesco († 1945)
- 3 settembre - Kitty Carlisle, attrice e cantante statunitense († 2007)
- 3 settembre - Laura Di Falco, scrittrice italiana († 2002)
- 3 settembre - Maurice Papon, funzionario e politico francese († 2007)
- 3 settembre - Carlos Pereira, calciatore portoghese († 1982)
- 4 settembre - Georges Carrier, cestista francese († 1993)
- 4 settembre - Anthony Celebrezze, politico statunitense († 1998)
- 4 settembre - Franco Ferrai, artista italiano († 1986)
- 4 settembre - Remo Giazotto, musicologo, compositore e biografo italiano († 1998)
- 4 settembre - Eric Keen, calciatore e allenatore di calcio inglese († 1984)
- 4 settembre - Antal Szabó, calciatore ungherese († 1972)
- 6 settembre - Guido Dossena, allenatore di calcio e calciatore italiano († 1985)
- 6 settembre - Walter Giesler, calciatore e allenatore di calcio statunitense († 1976)
- 6 settembre - Jean Lion, imprenditore e partigiano francese († 1957)
- 7 settembre - Clara Padoa, attrice italiana († 1974)
- 7 settembre - Jack Shea, pattinatore di velocità su ghiaccio statunitense († 2002)
- 7 settembre - József Várszegi, giavellottista ungherese († 1977)
- 7 settembre - Lee Wallard, pilota automobilistico statunitense († 1963)
- 8 settembre - Jean-Louis Barrault, attore, regista e mimo francese († 1994)
- 8 settembre - Sergej Belavenec, scacchista sovietico († 1942)
- 8 settembre - Lewis Clive, canottiere britannico († 1938)
- 8 settembre - Irmfried Eberl, medico e militare austriaco († 1948)
- 8 settembre - Traut Streiff Faggioni, danzatrice e coreografa italiana († 1994)
- 8 settembre - Jozef Horemans, ciclista su strada belga († 1977)
- 8 settembre - Raffaello Russo Spena, politico e avvocato italiano († 1971)
- 8 settembre - Achille Sdruscia, pittore e disegnatore italiano († 1993)
- 8 settembre - Roop Singh, hockeista su prato indiano († 1977)
- 8 settembre - Fred Worrall, calciatore inglese († 1979)
- 9 settembre - Vezio Crisafulli, giurista e costituzionalista italiano († 1986)
- 9 settembre - Pat Glover, calciatore gallese († 1971)
- 9 settembre - Sidney Leslie Goodwin, inglese († 1912)
- 9 settembre - Severino Menardi, sciatore italiano († 1978)
- 9 settembre - Tonny van Lierop, hockeista su prato olandese († 1982)
- 10 settembre - Paul Aebi, calciatore svizzero
- 10 settembre - Franz Hengsbach, cardinale e vescovo cattolico tedesco († 1991)
- 10 settembre - Mario Tonali, calciatore italiano († 1998)
- 11 settembre - Alessandro Perosa, filologo italiano († 1998)
- 11 settembre - Remo Versaldi, calciatore italiano († 1991)
- 12 settembre - Bruno Cesana, militare e aviatore italiano († 1938)
- 12 settembre - Donald Hamish Cameron, ufficiale scozzese († 2004)
- 12 settembre - Shep Fields, direttore di banda, clarinettista e sassofonista statunitense († 1981)
- 12 settembre - Josef Gangl, militare e antifascista tedesco († 1945)
- 12 settembre - Rosario Nicolò, giurista e avvocato italiano († 1987)
- 12 settembre - Ilmari Pakarinen, ginnasta finlandese († 1987)
- 12 settembre - Max Peroli, militare e aviatore italiano († 1988)
- 13 settembre - Stan Chambers, pistard britannico († 1991)
- 13 settembre - Rolf Gutbrod, architetto tedesco († 1999)
- 13 settembre - Osvaldo Mazzi, calciatore italiano († 1987)
- 14 settembre - Giovanni Borghi, imprenditore e dirigente sportivo italiano († 1975)
- 14 settembre - Gaston Defferre, politico francese († 1986)
- 14 settembre - Jack Hawkins, attore britannico († 1973)
- 14 settembre - Ignazio Antonio II Hayek, patriarca cattolico siriano († 2007)
- 14 settembre - Giannis Latsis, armatore greco († 2003)
- 14 settembre - Rolf Liebermann, compositore svizzero († 1999)
- 14 settembre - Bernard Adolph Schriever, generale tedesco († 2005)
- 14 settembre - Enzo Venturelli, architetto italiano († 1996)
- 15 settembre - Guido Astuti, avvocato e giurista italiano († 1980)
- 15 settembre - Charles August Nichols, animatore e regista cinematografico statunitense († 1992)
- 15 settembre - Marion Roper, tuffatrice statunitense († 1991)
- 15 settembre - Roxie Collie Laybourne, ornitologa statunitense († 2003)
- 15 settembre - Carmelo Trasselli, storico italiano († 1982)
- 16 settembre - Else Alfelt, pittrice danese († 1974)
- 16 settembre - Beaumont Asquith, calciatore inglese († 1977)
- 16 settembre - Erich Kempka, militare tedesco († 1975)
- 16 settembre - Karl Kling, pilota automobilistico tedesco († 2003)
- 16 settembre - György Kutasi, pallanuotista ungherese († 1977)
- 16 settembre - Egidio Ortona, diplomatico italiano († 1996)
- 16 settembre - Chepudira Muthana Poonacha, politico indiano († 1990)
- 16 settembre - Henri Roessler, calciatore francese († 1978)
- 16 settembre - Leopold Vogl, calciatore austriaco († 1992)
- 17 settembre - Marshall Hall, matematico statunitense († 1990)
- 17 settembre - František Hrubín, poeta e scrittore ceco († 1971)
- 18 settembre - Vittorio Foa, politico, sindacalista e giornalista italiano († 2008)
- 18 settembre - Augusto Fraga, regista e sceneggiatore portoghese († 2000)
- 18 settembre - Michele Marrone, militare e calciatore italiano († 1937)
- 18 settembre - Fernand Sardou, attore, cantante e comico francese († 1976)
- 18 settembre - Josef Tal, compositore israeliano († 2008)
- 19 settembre - Mario Alborta, calciatore boliviano († 1976)
- 19 settembre - Nellie Halstead, velocista britannica († 1991)
- 19 settembre - Margaret Lindsay, attrice statunitense († 1981)
- 19 settembre - Marco Romano, calciatore italiano († 1952)
- 19 settembre - Arturo Tolentino, politico filippino († 2004)
- 20 settembre - Tullia Gasparrini Leporace, bibliotecaria italiana († 1969)
- 20 settembre - He Zizhen, rivoluzionaria cinese († 1984)
- 20 settembre - Jacques Lebrun, velista francese († 1996)
- 20 settembre - Reidar Olsen, calciatore norvegese († 1997)
- 20 settembre - Raffaele Sansone, allenatore di calcio e calciatore uruguaiano († 1994)
- 20 settembre - Dorothy Vaughan, matematica e programmatrice statunitense († 2008)
- 21 settembre - Pëtr Aleksandrovič Krivonogov, pittore russo († 1967)
- 21 settembre - Maurice Labro, regista francese († 1987)
- 21 settembre - Umberto Mastroianni, scultore, pittore e partigiano italiano († 1998)
- 21 settembre - Ennio Morlotti, pittore italiano († 1992)
- 22 settembre - Attilio Bescapè, sollevatore italiano († 1975)
- 22 settembre - Francesco Dachtera, presbitero polacco († 1944)
- 22 settembre - Hidekichi Miyazaki, atleta giapponese († 2019)
- 22 settembre - Eduardo Sastre, schermidore argentino
- 22 settembre - Walter Vedrini, pittore, scrittore e poeta italiano († 2004)
- 23 settembre - Pierre Bitschiné, schermidore francese († 2001)
- 23 settembre - Acton Bjørn, designer danese († 1992)
- 23 settembre - Albertino Castellucci, politico italiano († 1980)
- 23 settembre - Lamberto Cesari, matematico italiano († 1990)
- 23 settembre - Venuto Lombatti, calciatore italiano († 1977)
- 24 settembre - Cáo Yǔ, drammaturgo e sceneggiatore cinese († 1996)
- 24 settembre - Delfín Benítez Cáceres, calciatore paraguaiano († 2004)
- 24 settembre - Kjell Eeg, calciatore norvegese († 1991)
- 24 settembre - Frank Pelleg, compositore, pianista e direttore d'orchestra israeliano († 1968)
- 24 settembre - František Řitička, calciatore cecoslovacco († 1992)
- 26 settembre - Gösta Bernhard, attore, regista e sceneggiatore svedese († 1986)
- 26 settembre - Silvio Brioschi, calciatore e allenatore di calcio italiano
- 26 settembre - Alexandru Cuedan, calciatore rumeno († 1976)
- 26 settembre - Helmut Kunz, militare e criminale tedesco († 1976)
- 26 settembre - Giovanni Piatti, militare italiano († 1943)
- 26 settembre - Naomi Whitehead, supercentenaria statunitense
- 27 settembre - Luigi Bernabò Brea, archeologo italiano († 1999)
- 27 settembre - Antonio Cominelli, calciatore italiano
- 27 settembre - Biagio Pinto, politico e medico italiano († 2002)
- 27 settembre - Rudolf Weiß, ufficiale tedesco († 1958)
- 27 settembre - Giovanni Battista Scaglia, politico italiano († 2006)
- 28 settembre - Mirko Basaldella, scultore e pittore italiano († 1969)
- 28 settembre - Mario Conte, calciatore italiano
- 28 settembre - Franz Fuchsberger, calciatore austriaco († 1992)
- 28 settembre - Ciril Kosmač, scrittore e poeta sloveno († 1980)
- 28 settembre - Diosdado Macapagal, politico filippino († 1997)
- 28 settembre - Michał Matyas, allenatore di calcio e calciatore polacco († 1975)
- 28 settembre - Maxwell M. Rabb, avvocato e funzionario statunitense († 2002)
- 28 settembre - Ángel Sanz Briz, diplomatico spagnolo († 1980)
- 29 settembre - Miguel Ayestarán, calciatore spagnolo († 1992)
- 29 settembre - Arsenie Boca, religioso, teologo e artista rumeno († 1989)
- 29 settembre - Virginia Bruce, attrice statunitense († 1982)
- 29 settembre - Dora Calindri, attrice italiana († 1999)
- 29 settembre - Eliseo Camiolo, arbitro di calcio italiano († 1964)
- 29 settembre - Aldo Donati, calciatore italiano († 1984)
- 29 settembre - Vaughn Waddell, cestista statunitense († 1980)
- 30 settembre - Michael Adeane, ufficiale britannico († 1984)
- 30 settembre - Arnold Kieffer, calciatore lussemburghese († 1991)